# Discographie d'Eddy Mitchell
Cet article recense la discographie d'Eddy Mitchell. Cela inclut la discographie du groupe Les Chaussettes Noires - initialement nommé Les Five Rocks puis Les 5 Rocks - avec lequel il débute comme chanteur en 1961.
La carrière soliste d'Eddy Michell, débute en 1963, elle compte, notamment, 40 albums studios et 17 albums enregistrés en public.

## Discographie

### Eddy Mitchell en solo

#### Albums studio
- 1963 : Voici Eddy... c'était le soldat Mitchell
- 1963 : Eddy in London
- 1964 : Panorama
- 1964 : Toute la ville en parle... Eddy est formidable
- 1965 : Du rock 'n' roll au rhythm 'n' blues
- 1966 : Perspective 66
- 1966 : Seul
- 1967 : De Londres à Memphis
- 1968 : Sept colts pour Schmoll
- 1969 : Mitchellville
- 1971 : Rock 'n' Roll
- 1972 : Zig-zag
- 1972 : Dieu bénisse le rock'n'roll
- 1974 : Ketchup électrique
- 1974 : Rocking in Nashville
- 1975 : Made in USA
- 1976 : Sur la route de Memphis
- 1977 : La Dernière Séance
- 1978 : Après minuit
- 1979 : C'est bien fait
- 1980 : Happy Birthday
- 1982 : Le Cimetière des éléphants
- 1984 : Fan Album
- 1984 : Racines
- 1986 : Eddy Paris Mitchell
- 1987 : Mitchell
- 1989 : Ici Londres
- 1993 : Rio Grande
- 1996 : Mr Eddy
- 1999 : Les Nouvelles Aventures d'Eddy Mitchell
- 2003 : Frenchy
- 2006 : Jambalaya
- 2009 : Grand écran
- 2010 : Come Back
- 2013 : Héros
- 2015 : Big Band
- 2017 : La Même Tribu, volume 1
- 2018 : La Même Tribu, volume 2
- 2021 : Country Rock
- 2024 : Amigos

#### Albums "Live"
- 1969 : Olympia 69
- 1975 : Rocking in Olympia 1975
- 1978 : Live (Eddy Mitchell Palais des sports 1977)
- 1981 : 20 ans : Eddy Mitchell Olympia
- 1984 : Palais des sports 84
- 1991 : Casino de Paris 90
- 1994 : Retrouvons notre héros Eddy Mitchell à Bercy
- 1995 : Big Band au Casino de Paris
- 1995 : Country-Rock à l'Olympia
- 1995 : Show 94 au Zénith
- 1997 : Mr. Eddy à Bercy 97
- 2001 : Live 2000
- 2004 : Frenchy Tour
- 2007 : Jambalaya Tour
- 2011 : Ma Dernière Séance
- 2016 : Big Band Palais des Sports 2016
- 2019 : Les Vieilles Canailles Le Live

##### "Live" inédit
- 1994 : Eddy Mitchell sur scène
 Coffret de 7 CD regroupant six albums live ; le 7e disque compile des enregistrements live inédits de 1964 à 1967.

### Bandes originales de films
- 1980 : Une semaine de vacances. Bande originale du film éponyme de Bertrand Tavernier - Titres : Une semaine ailleurs, Rien qu'un numéro, La dernière séance, Sens unique.
- 1992 : Rock-O-Rico. Bande originale du film homonyme - Titres en solo : Rock O' Rico, Sacré soleil, Ergomane - en duo avec Lio : Plus rien sans elle.

### Participations
- 1972 : Jésus-Christ superstar. Titre : La chanson de Judas[2]
- 1979 : Émilie Jolie. Titre : Chanson du Loup[3]
- 1985 : Johnny Hallyday Zénith 85, album live posthume de Johnny Hallyday parut le 30 août 2024 : ils chantent en duo Be-Bop-A-Lula.
- 1993 : Parc des Princes 1993, album de Johnny Hallyday : ils interprètent en duo Excuse-moi partenaire et Happy birthday rock'n'roll.
- 1997 : Salut, album de Michel Sardou : chœurs avec Johnny Hallyday sur le titre Mon dernier rêve sera pour toi.
- 1998 : L'Un pour l'autre, album de Maurane : ils interprètent en duo la chanson C'est magique.
- 2000 : Olympia 2000, album de Johnny Hallyday (nouvelle édition 2019, incluse dans le coffret Hallyday Olympia Story 1961-2000[4])
- 2001 : album 2 de Florent Pagny avec qui il interprète Pas de boogie woogie.
- 2009 : New Yorker, album d'Hugues Aufray : ils interprètent en duo La fille du nord.
- 2011 : Bécaud, et maintenant : titre Je t'appartiens.
- 2013 : On Stage, album live de Johnny Hallyday : en duo sur La musique que j'aime.
- 2013 : Born Rocker Tour, album live de Johnny Hallyday : La musique que j'aime (version différente).
- 2018 : Duos volatils album de Véronique Sanson : en duo sur le titre Avec un homme comme toi.
- 2019 :  Christophe etc. album de duos de Christophe : titre Parfum d'histoires
- 2020 :  Frenchy, album de Thomas Dutronc : La dernière séance (en duo, inclus dans une nouvelle édition de l'album)[5],[6].

#### Caritatifs (participation)
- 1989 : Pour toi Arménie.
- 1989 : Tournée des Enfoirés.
- 1994 : Les Enfoirés au Grand Rex : Sur la route de Memphis en duo avec Renaud.
- 1995 : Les Enfoirés à l'Opéra-Comique : Da dou ron ron en duo avec Josiane Balasko.
- 1998 : Ensemble (+ CD promo Sa raison d'être).
- 2000 : album Noël ensemble.
- 2001 : Ma chanson d'enfance : Titre Le déserteur.
- 2005 : Solidarité Asie.
- 2014 : Kiss & Love : en duo avec Thomas Dutronc, reprise de Ma petite entreprise d'Alain Bashung.

### Divers
- 1999 : Pierre et le Loup de Prokofiev, avec un ensemble de quarante musiciens.

### Compilations, intégrales

#### Compilations
(Nota : Liste non exhaustive)
- 1970 :

Récital volume 1 Vinyle 33 tours - Barclay - Titre inédit : What'd I Say
Récital volume 2 Vinyle 33 tours - Barclay - Titre inédit : Les filles des magazines
- 1979 :

Eddy Mitchell - Vinyles 33 tours - Barclay : il s'agit de la première grande rétrospective d'Eddy Mitchell en solo ; elle couve la période de 1963 à 1974 et est composée de 11 disques, chacun compilant tout ou partie des titres de l'année considérée et augmenté des inédits. Les pochettes simples,  sont illustrées de dessins de voitures, camions, ou dragsters américains, avec une photo d'Eddy en médaillon.
Bienvenue dans mon coffret, Barclay 8005, qui inclut les 33 tours Sur la route de Memphis, La dernière séance et Après minuit. Le coffret comprend également un 33 tours 25 cm qui réunit des chansons inédites et débute par le texte Bienvenue dans mon coffret dit par Eddy Mitchell sur la musique de Orange Blosson Spécial. Les inédits étant : La fille du Nord (reprise de la chanson d'Hugues Aufray), C'est ok, La leçon de rock'n'roll (écrite par Michel Berger), Le public aime ça, Qui se souvient de Bonnie Moronie (cinq morceaux plus tard disponibles sur le disque Fan album) .
- 1995 : Tout Eddy
- 1998 : Eddy Lover ; CD - Polydor
- 1998 : Eddy Rocker ; CD - Polydor
- 2014 : Les Vieilles Canailles

#### Intégrales
(Nota : liste non exhaustive)
1994 :
Eddy Mitchell Sessions, Polydor : Il s'agit de la première intégrale en disque compact des enregistrements studio réalisés entre 1960 et 1992. Les 2 premiers CD + le 23e de la collection sont consacrés aux Chaussettes Noires, les 20 autres le sont aux enregistrements solo et aux participations diverses : radio, télé, publicité... Le coffret regroupe 23 CD et se présente sous la forme d'une réplique d'un poste de radio des années 1950. Cette collection ne reprend pas à l'identique les albums originaux (visuels, titres des CD et contenus sont différents); ce sera le cas de l'intégrale suivante parue en 1998.
Eddy Mitchell sur Scène, Polydor : le coffret se compose de 3 CD simples, 3 doubles CD et 1 CD simple "collector" exclusif).
- 1998 :

Intégrale Studio, Polydor, composée de 30 CD au format Digipack, reprenant les pochettes des 33 tours originaux, augmentés des titres seulement parus en 45 tours singles. L'ensemble se présente sous la forme d'un coffret vertical illustré d'une santiag.
- 2011 :

Eddy Mitchell 50 ans de carrière, Polydor. Édition Collector, sous la forme d'une malle de voyage "western", composée de 37 CD (34 albums + 3 CD bonus)
- 2015 :

De Belleville à Nashville - La Collection officielle, Polydor.
C'est à ce jour, la seule intégrale studio/live, d'Eddy Mitchell. Elle regroupe les 35 albums studios et les 15 albums lives du chanteur (1963/2015) sous la forme de 50 livres-cd. Chaque album est agrémenté de nombreux inédits studio ou live.
- 2018 :

Intégrale Acte 1 : 1962-1979, Polydor, présenté sous  la forme d'un livre d'art, cette intégrale reprend la première partie de la carrière d'Eddy Mitchell, jusqu'en 1979. Elle comprend 23 CD dont 4 albums live représentées en intégralité.
- 2021:

Intégrale Acte 2 : 1980-2020, Polydor, présenté sous  la forme d'un livre d'art, cette intégrale reprend la deuxième partie de la carrière d'Eddy Mitchell, jusqu'en 2020. Elle comprend 18 CD plus le DVD de l'Olympia 80, inédit jusqu'alors.

### Singles

#### Les années 1960
- Nota : Sauf exception, ne sont ici mentionnés que les Super 45 tours (EP) ; les 45 tours 2 titres (SP) n'apparaissent que pour des titres diffusés en single sous ce seul format.

| 1962                                                                        | 1963 | 1964 |
| --------------------------------------------------------------------------- | --- | --- |
| EP 70479 - Mais reviens-moi - C'est à nous - Quand c'est de l'amour - Angel | EP 70506 - Oui je t'aime - Je ne pense qu'à l'amour - Be bop a lula 63 - Ce diable noir EP 70561 - Si tu penses - Tout s'est réalisé - Chaing gang - Quand une fille me plaît EP 70564 - C'est grâce à toi - Je reviendrai - La longue marche - Une fille si belle EP 70587 - Ma maîtresse d'école - Te voici - Tu n'as rien de tout ça - Rien non rien EP 70602 - Sentimentale - Belle Honey - Blujean Bop - Comment vas-tu mentir ? | EP 70646 - J'irais bien - Pas de chance - Tu vas rentrer chez toi - Memphis Tennessee EP 70654 - Repose Beethoven - Doucement mais surement - L'école des cœurs brisés - Détective privé EP 70687 - Toujours un coin qui me rappelle - Je défendrai mon amour - Fauché - J'ai tout perdu |

| 1965 | 1966 | 1967 |
| --- | --- | --- |
| SP 60359 - La Mer - C'est si bon EP 70746 - Everything All Right - Mais pas pour moi - Johnny merci - Le générique EP 70771 - Si tu n'étais pas mon frère - Tu ne peux pas - J'ai perdu mon amour - J'avais deux amis EP 70829 - La photo des jours heureux - Personne au monde - Caldonia - Je t'en veux d'être belle EP 70855 - Je n'ai qu'un cœur - Rien qu'un seul mot (Satisfaction) - J'avoue - Revoir encore EP 70902 - Et tu pleureras - Serrer les dents - To Be Or Not To Be - Et s'il n'en reste qu'un | EP 70962 - De la musique - Les filles d'Irlande - Fortissimo - La triste histoire EP 71053 - Monsieur bon dieu - J'ai oublié de l'oublier - Chronique pour l'an 2000 - La dernière fois EP 71090 - L'épopée du rock - Société anonyme - Seul - Et maintenant | EP 71126 - Bye bye prêcheur - Rien qu'une femme - Je ne me retournerai pas - Je n'avais pas signé de contrat EP 71185 - Chacun pour soi - Alice - Au-delà de mes rêves - Mes promesses EP 71220 - Le début de la fin - Toute la ville en parle - Toi sans moi - Aïe |

| 1968 | 1969 |
| --- | --- |
| EP 71269 - Je n'aime que toi - Un homme dans la foule - J'ai semé le vent - Carla EP 71310 - Il a suffi d'une fille - Où étais-tu ? - Ma première cigarette - Par qui le scandale arrive | EP 71336 - Seuls les anges ont des ailes - Le diable est là - Réveillez-vous Mr Love - Otis EP 71371 - Vieille fille - Dans une autre vie, un autre temps - Charlie Charlie - Pour l'honneur EP 71388 - Mon nom est Moïse - Paul - Miss Caroline - Un nouveau jour sur la terre |

#### Les années 1970
- Nota : en 1970 sort le dernier super 45 tours d'Eddy Mitchell. Désormais les singles sont commercialisés en 45 tours deux titres (SP).

| 1970 | 1971 | 1972                                                                                                   |
| --- | --- | --- |
| EP 71421 - Arizona - Garde bien tes deux mains sur la table - J'aurai sa fille - Elle part SP 61301 - Les vieux loups - L'accident SP 61320 - Les vieux loups - Personne SP 61353 - Dodo métro boulot dodo - À l'ouest d'Eddy | SP 61419 - L'arc-en-ciel - Le vieil arbre SP 61450 - Gwendolinda - Pauvre immigrant SP 61451 - Pneumonie rock et boogie woogie toux - Rock'n'roll Star SP 61486 - Ça n'arrive qu'aux vivants - Je te reviendrai toujours SP 61507 - C'est facile - Cash | SP 61563 - En revenant vers toi - Stop SP 61667 - Je n'ai pas besoin de docteur - Le village abandonné |

| 1973 | 1974                                                                                                 | 1975 |
| --- | --- | --- |
| SP 61720 - Aladin - Oh ! Louise SP 61795 - Soudain l'été - Super belle SP 61879 - Coup de foudre - Hey ! Taxi ! Hey ! | SP 62010 - Alice au pays des amours - Bye bye "50" SP 62074 - Chaque matin il se lève - Superstition | SP 62105 - C'est un rocker - Bye bye Johnny B. Goode SP 62162 - Be Bop a Lula (live 1975) - Bobby McGee SP 62164 - Écoute coco - Merci la vie |

| 1976 | 1978 | 1979 |
| --- | --- | --- |
| SP 62210 - Je vais craquer bientôt - Je ne sais faire que l'amour SP 620186 - Pas de boogie woogie - C'est ok SP 620228 - La fille du motel - Sirop rock'n'roll | SP 620373 - La dernière séance - Et la voix d'Elvis SP 620394 - Le chanteur du dancing - Sens unique SP 620522 - Au camp du bonheur - Un barman SP 620531 - Il ne rentre pas ce soir - Le parking maudit | SP 620549 - Ne changeons rien - Français made in USA SP 620559 - L'important c'est d'aimer bien sa maman - Trop c'est trop |

#### Les années 1980
| 1980 | 1981 | 1982 |
| --- | --- | --- |
| SP 620574 - Tu peux préparer le café noir - C'est bien fait SP 620594 - Rien qu'un numéro - Une semaine ailleurs SP 620597 - Couleur menthe à l'eau - Happy birtday rock'n'roll | SP 100171 - Y'a rien qui remplace un amour - J'vous dérange SP 100175 - Pauvre Baby Doll - L'alternance | SP 290011 - Le cimetière des éléphants - Elle ne rentre pas ce soir SP 100276 - La dernière séance - Id version instrumentale SP 100281 - Noël blanc - Love Me Tender |

| 1983                                                                                | 1984 | 1985                                                                                                  |
| ----------------------------------------------------------------------------------- | --- | --- |
| SP 61231 - L'amour est vraiment fort - qu'est-ce qu'on va faire quand on sera grand | SP 61457 - Comme quand j'étais môme - L'idole chante au dessert SP 61530 - Comme quand j'étais môme - Nashville ou Belleville (versions live extraits du live Palais des sports 84) | SP 61558 - Et la voix d'Elvis - Love Me Tender SP 61584 - Nashville ou Belleville - Le blues du blanc |

| 1986 | 1987                                                           | 1988                             |
| --- | -------------------------------------------------------------- | -------------------------------- |
| SP 884590 (single de Serge Gainsbourg) - Vieille canaille (Eddy Mitchell et S. Gainsbourg en duo) - (face B : Lola Rastaquère - Gainsbourg) SP 40683 - Manque de toi - Votez pour moi | SP 887142-7 - La Peau d'une autre - Le fils de Jerry Lee Lewis | SP 88736-7 - M'man - Où est-elle |

| 1989 |
| --- |
| SP 410459 - Pour toi Arménie (collectif, chanson caritative) SP 873110-7 et CDS 873111 - Lèche-bottes blues - Tache d'huile |

#### Les années 1990
| 1990 | 1991 | 1992 |
| --- | --- | --- |
| SP 87050 - La Chanson des restos (collectif, live à l'occasion de la Tournée d'Enfoirés) Single Promo hors commerce 4075 - Sois pas cruelle (avec The Jordanaires) (Don't Be Cruel) SP et CD single 873938 - Le baby blues - Du déjà vu SP et CD single 877998 - Under the rainbow - Me laisse pas | SP 866211-7 et CD single 866211-2 - Vraiment bien (en duo avec Mort Shuman) (BO de l'émission télé Salut les copains) - version instrumentale - Exister en musique (le CDS propose un 3e titre interprété par Florence Caillon) SP 865382-7 - Soixante, soixante deux - Manque de toi (deux titres en live enregistrés au Casino de Paris) | SP 879384-7 et CDS 879385-2 (il s'agit du dernier 45 tours commercialisé d'Eddy Mitchell) - Tell It Like It Is (dis-toi que ça existe) (en duo avec The Neville Brothers) - Mon cœur vinyle CDS 1528 - Plus rien sans elle - Sacré soleil |

| 1993 | 1994 | 1996 |
| --- | --- | --- |
| - CDS 861852-2 - Rio Grande - Vigile CDS 859446-2 - J'me sens mieux quand j'me sens mal - Promesses, promesses | CDS 859792-2 - 18 ans demain - Cœur solitaire CDS 855692-2 - Te perdre - J'ai tous les plans CDS 853664 - Y'a pas de mal à s'faire du bien - J'men sortirai vivant (2 titres live enregistrés à Bercy) | CDS 575312-2 - Les tuniques bleues et les indiens - Qu'est-ce qu'on allume, qu'on regarde pas CDS 575892-2 - Un portrait Norman Rockwell - Garde du corps |

| 1997                                                                                               | 1998                                                                                              | 1999                                                   |
| -------------------------------------------------------------------------------------------------- | ------------------------------------------------------------------------------------------------- | ------------------------------------------------------ |
| - CDS 573640-2 - Ça fait désordre - À travers elle, tu t'aimes (2 titres live enregistrés à Bercy) | - CDS promo VVR 5003903P - Sa raison d'être (collectif, au profit de la recherche contre le Sida) | - CDS 561392-2 - Ton homme de paille - Mauvaise option |

#### Les années 2000 à 2010
| 2000 | 2001                                                                          | 2003 |
| --- | ----------------------------------------------------------------------------- | --- |
| CDS 5611597-2 - J'aime pas les gens heureux - T'es qu'un joueur CDS 561793-2 - Décrocher les étoiles - Golden Boy | CDS promo hors commerce 587818-2 - J'ai des goûts simples - Destination terre | CDS - Sur la route 66 - Faudrait pas rester là CDS promo 4894 - J'aime les interdits - Faut faire avec moi CDS promo - Je chante pour ceux qui ont le blues CDS promo - Au bar du Lutétia CDS promo - Le monde est trop petit |

| 2004 | 2006                            | 2007 |
| ---- | ------------------------------- | ---- |
|      | CDS promo - Ma Nouvelle Orléans |      |

| 2009 | 2010                                                           | 2011 |
| ---- | -------------------------------------------------------------- | ---- |
|      | CDS promo - L'esprit grande prairie - Avoir 16 ans aujourd'hui |      |

| 2015                     | - | - |
| ------------------------ | - | - |
| - Quelque chose a changé |   |   |